# Hypsugo affinis
Hypsugo affinis is een zoogdier uit de familie van de gladneuzen (Vespertilionidae). De wetenschappelijke naam van de soort werd voor het eerst geldig gepubliceerd door Dobson in 1871.

## Voorkomen
De soort komt voor in Birma, China, India, Nepal en Sri Lanka.